# Ciclismo nos Jogos Olímpicos de Verão de 1960
O ciclismo nos Jogos Olímpicos de Verão de 1960 foi realizado em Roma, na Itália, com dois eventos de estrada e quatro de pista, todos masculinos.

## Eventos do ciclismo
Masculino: Estrada individual | Equipes contra o relógio | 1 km contra o relógio | Velocidade | Tandem | Perseguição por equipes

## Estrada individual masculino
| Pos. | País                  | Atletas               | Tempo   |
| ---- | --------------------- | --------------------- | ------- |
|      | União Soviética (URS) | Viktor Kapitonov      | 4:20:37 |
|      | Itália (ITA)          | Livio Trapè           | 4:20:37 |
|      | Bélgica (BEL)         | Willy van den Berghen | 4:20:57 |

## Equipes contra o relógio masculino
| Pos. | País                     | Atletas                                                        | Tempo      |
| ---- | ------------------------ | -------------------------------------------------------------- | ---------- |
|      | Itália (ITA)             | Livio Trapè Antonio Bailetti Ottavio Cogliati Giacomo Fornoni  | 2:14:33.53 |
|      | Equipe Alemã Unida (EUA) | Gustav-Adolf Schur Egon Adler Erich Hagen Günter Lörke         | 2:16:56.31 |
|      | União Soviética (URS)    | Aleksey Petrov Viktor Kapitonov Yevgeny Klevtsov Yury Melikhov | 2:18:41.67 |

## 1 km contra o relógio masculino
| Pos. | País                     | Atletas             | Tempo        |
| ---- | ------------------------ | ------------------- | ------------ |
|      | Itália (ITA)             | Sante Gaiardoni     | 1:07.27 (RM) |
|      | Equipe Alemã Unida (EUA) | Dieter Gieseler     | 1:08.85      |
|      | União Soviética (URS)    | Rotislav Vargashkin | 1:08.86      |

## Velocidade individual masculino
| Pos. | País          | Atletas              |
| ---- | ------------- | -------------------- |
|      | Itália (ITA)  | Sante Gaiardoni      |
|      | Bélgica (BEL) | Leo Sterckx          |
|      | Itália (ITA)  | Valentino Gasparella |

## Tandem masculino
| Pos. | País                     | Atletas                             |
| ---- | ------------------------ | ----------------------------------- |
|      | Itália (ITA)             | Giuseppe Beghetto Sergio Bianchetto |
|      | Equipe Alemã Unida (EUA) | Jürgen Simon Lothar Stäber          |
|      | União Soviética (URS)    | Vladimir Leonov Boris Vasilyev      |

## Perseguição por equipes masculino
| Pos. | País                     | Atletas                                                          |
| ---- | ------------------------ | ---------------------------------------------------------------- |
|      | Itália (ITA)             | Marino Vigna Luigi Arienti Franco Testa Mario Vallotto           |
|      | Equipe Alemã Unida (EUA) | Siegfried Köhler Bernd Barleben Peter Gröning Manfred Klieme     |
|      | União Soviética (URS)    | Viktor Romanov Arnold Belgardt Leonid Kolumbet Stanislav Moskvin |

## Quadro de medalhas do ciclismo
| Ordem | País                   | Medalha de ouro | Medalha de prata | Medalha de bronze | Total |
| ----- | ---------------------- | --------------- | ---------------- | ----------------- | ----- |
| 1     | ITA Itália             | 5               | 1                | 1                 | 7     |
| 2     | URS União Soviética    | 1               | 0                | 4                 | 5     |
| 3     | EUA Equipe Alemã Unida | 0               | 4                | 0                 | 4     |
| 4     | BEL Bélgica            | 0               | 1                | 1                 | 2     |